# Protosticta kinabaluensis
Protosticta kinabaluensis – gatunek ważki z rodziny Platystictidae.